# Oedothorax hulongensis
Oedothorax hulongensis là một loài nhện trong họ Linyphiidae.
Loài này thuộc chi Oedothorax. Oedothorax hulongensis được miêu tả năm 1980 bởi Zhu & Wen.